# 彼氏をローンで買いました
『彼氏をローンで買いました』（かれしをローンでかいました）は、2018年3月9日から4月2日まで毎週月・金曜0時にdTV・FODで配信されていた日本のインターネットテレビのドラマ。主演は真野恵里菜。脚本は野島伸司。
エイベックス通信放送の映像配信サービスdTVとフジテレビのタッグによるオリジナルドラマの4作目。「dTV」2018年上半期視聴ランキングでは第10位にランクインした。2018年8月10日より地上波（フジテレビ系・毎週金曜24:55 - ）、2019年10月7日よりBSフジ（毎週月曜23:00 - ）でも放送された。
本作と同じ世界観のもと物語が展開するコラボレーション作品『KISSしたい睫毛』（全4話）が2018年3月6日からフジテレビにて毎週火曜23時30分より放送された。

## あらすじ
なにもせずに暮らしていける「専業主婦」という位置づけに一方的な夢を抱く大手企業、キャピタルホールディングス東京の受付嬢・浮島多恵、飯山由愛、安藤ひよりの3人。専業主婦になるには一流企業勤務のエリートイケメン男性と結婚することと、多恵も何の疑問もなく同じ企業の海外事業部に勤務する白石俊平の彼女となっていた。
しかし俊平の浮気沙汰や人使いの荒さ、理想の女性像を演じなければいけない日々に悩みだす。由愛、ひよりからは専業主婦になるためと我慢を伝えられるが、結婚し専業主婦となったはずの先輩受付嬢・南場麗華がコンビニで働いているのを見かけ、気持ちが揺らぐ。
そんな時、多恵はウェブサイトでたまたまみつけたローン彼氏・ジュンを購入。すべてを受け入れてくれるローン彼氏との出会いが、多恵の「幸せ」の価値観を崩していく。

## キャスト
浮島多恵〈26〉
演 - 真野恵里菜
キャピタルホールディングス東京の受付嬢トリプルスリーのセンター。彼氏である白石と結婚して、専業主婦になるのが夢。幼少期に共働きであった両親が離婚していることから、専業主婦のポジションに拘っている節があり、その為に彼氏の浮気に作り笑顔で耐えてアルコールでストレス発散をしている。ちなみに酒乱なのか、酔うとイライラし話が止まらない傾向がある。
刹那ジュン〈22〉
演 - 横浜流星
多恵が酔っぱらって闇サイトで買った彼氏。借金持ち。契約書によると本マグロを月々39,800円の10年ローンで買ったことになっている。若者らしくちょっとチャラい所があるが根は素直で優しい。日々多恵の理不尽な要求、暴力に悩まされるが借金の返済を早めようとバイトを探す協力的な面もある。
飯山由愛〈23〉
演 - 久松郁実
多恵の同僚の受付嬢で3人の中では最年少。彼氏いない歴4か月。小悪魔で可愛らしい性格。多恵同様専業主婦を夢見ており、そのためには感情的にならず死ぬまで猫を被り続けるよう多恵に話している。
安藤ひより〈28〉
演 - 小野ゆり子
多恵の同僚の受付嬢で3人の中では最年長。飄々としたクールな性格であり、彼氏の浮気に悩む多恵を穏やかに諭すことが多い。一方、1年3か月付き合った彼氏がいたが金銭的な問題で別れている。
白石俊平〈30〉
演 - 淵上泰史
多恵の彼氏。キャピタルホールディングス東京の海外事業部に勤めており、年収は1500万円の有望なイケメン。それゆえ女性にモテることから浮気も多い。
南場麗香
演 - 長谷川京子
元キャピタルホールディングス東京の伝説の受付嬢。退職後はバツイチでシングルマザーとなっており、幼い息子がいる。仕事はコンビニエンスストアで雇われ店長をしている。かつて猫を被り続けた挙句、爆発して離婚を切り出されたため多恵に忠告しつつ闇サイトで彼氏の購入を勧める。
森川薫
演 - つじかりん（旧：戸田華鈴）（第1話・第2話）
白石俊平の浮気相手役。主人公の浮島多恵を突き飛ばしたりと、気が強い女子。

## スタッフ
- 主題歌 - BiSH「Life is beautiful」[8]
- 脚本 - 野島伸司
- 企画 - 清水一幸（フジテレビジョン）、上田徳浩（エイベックス通信放送）
- プロデュース - 辻村和也（エイベックス通信放送）
- プロデューサー - 郷田悠（FCC）
- 監督 - 加藤裕将（フジテレビジョン）
- 音楽 - 鈴木ヤスヨシ
- 制作協力 - FCC
- 製作著作 - エイベックス通信放送/フジテレビジョン

## 配信日程
| # | 配信日程 | タイトル                           |
| - | -------- | ---------------------------------- |
| 1 | 3月09日  | 専業主婦が最高で最強かよ           |
| 2 | 3月12日  | 酔った勢いで買っちゃった、つの     |
| 3 | 3月16日  | 女のプライドはズタ袋なんだが       |
| 4 | 3月19日  | 本命彼氏にバレちゃった、てば       |
| 5 | 3月23日  | ライバルは身近にもアライバル       |
| 6 | 3月26日  | 念願のプロポーズの瞬間に、それかい |
| 7 | 3月30日  | バカな女は優しい男が好きと言う     |
| 8 | 4月02日  | 猫は墓場まで被るのが、幸福のコツ   |